# یول‌آلتی (بایبورد)
یول‌آلتی (به ترکی استانبولی: Yolaltı) (به کردی: Zaxnîk) یک منطقهٔ مسکونی در ترکیه است که در بایبورد واقع شده‌است. یول‌آلتی ۳۲۲ نفر جمعیت دارد.